# 阿爾伯特·巴特
阿爾伯特·巴特（法語：Albert Batteux，1919年7月2日—2003年2月28日）是一名法國前足球運動員，司職右中場或右翼。巴特亦是一名領隊，是法甲史上最成功的領隊，取得八次法甲冠軍及兩次歐洲聯賽冠軍盃亞軍，並帶領法國國家隊在1958年世界盃獲得季軍及1960年歐洲國家盃殿軍。

## 榮譽

### 球員
蘭斯
- 法甲：1948–49
- 法國盃：1950

### 領隊
蘭斯
- 法甲：1952–53、1954–55、1957–58、1959–60、1961–62
- 法國盃：1958（英语：1958 Coupe de France Final）
- 拉丁盃：1953
- 歐洲聯賽冠軍盃亞軍：1956及1959

法國
- 世界盃季軍：1958年[1]
- 歐國盃殿軍：1960年[1]

聖伊天
- 法甲：1967–68、1968–69及1969–70
- 法國盃：1968（英语：1968 Coupe de France Final）及1970（英语：1968 Coupe de France Final）

## 榮譽
- 世界盃季軍：1958年[1]

## 外部鏈接
- Albert Batteux （页面存档备份，存于）於法國足球總會（法語）
- Profile at FFF，存档于（存檔日期 2006-12-09） （法語）